# Sinceramente (canción de Santos Lipesker)
Sinceramente, conocida popularmente como Sí, sí, señores, es una marcha compuesta por el músico argentino Santos Lipesker, registrada el 4 de enero de 1954. La obra adquirió una notable difusión en Argentina, particularmente durante los años 1950, cuando fue interpretada por la orquesta estable de Radio El Mundo, bajo la dirección del propio Lipesker.
La letra original de la composición expresaba sentimientos de amor y devoción romántica. No obstante, su melodía fue posteriormente adoptada por la hinchada del Club Atlético Boca Juniors, que modificó la letra para conmemorar la obtención del Campeonato de Primera División 1954. Con el tiempo, esta adaptación trascendió el ámbito de dicho club y fue incorporada por diversas aficiones del fútbol argentino, quienes ajustaron la letra según sus respectivas identidades y tradiciones.

## Letra
La letra de Sinceramente, en resumen, es una declaración de amor sencilla y directa, donde alguien expresa sus sentimientos de manera apasionada con un tono nostálgico y entregado, diciendo que no puede vivir sin los besos y caricias de su pareja. La versión original, con su letra, ha quedado prácticamente en el olvido debido a la popularidad de su adaptación futbolera.

Sinceramente, ¡te juro vida! 
 sinceramente, ¡te juro amor!
que sin tus besos y tus caricias 
 es imposible seguir viviendo así.

Amor, amor, amor, amor 
 dulce palabra que está en los labios 
 de quien te adora con todo el corazón.

## Versiones
La melodía conocida popularmente en el ámbito futbolístico como Sí, sí, señores... Yo soy de Boca tiene su origen en la marcha Sinceramente. En 1954, mismo año que salió la marcha de Lipesker, la hinchada de Boca Juniors adoptó la melodía y modificó su letra para celebrar la obtención del Campeonato de Primera División tras nueve años sin títulos. El cántico creado por los aficionados se convirtió en un símbolo de identidad para el club y, con el tiempo, trascendió el ámbito Xeneize, siendo utilizada por otras hinchadas para conmemorar sus propios logros deportivos.
Debido a la relevancia de esta adaptación en el fútbol argentino, la versión original de la marcha ha quedado en gran parte eclipsada por su uso en los estadios. No obstante, algunas grabaciones posteriores han mantenido viva su esencia musical, como una versión de 1980 por Maracaibo Ensemble con un estilo más bailable.

Sí, sí, señores ¡Yo soy de Boca! 
 Sí, sí, señores, ¡de corazón!
porque este año desde La Boca 
 desde La Boca, ¡salió el nuevo campeón!

Campeón, campeón, fue Boca y siempre lo será 
 porque este año en La Bombonera 
 sí, sí, señores, ¡salió el nuevo campeón!